# Quenoche
Quenoche település Franciaországban, Haute-Saône megyében. Lakosainak száma 241 fő (2022. január 1.). Quenoche Pennesières, Authoison, Hyet, La Malachère, Rioz és Ruhans községekkel határos.

## Népesség
A település népességének változása:
| Lakosok száma | 243  | 250  | 253  | 249  | 249  | 249  | 252  | 252  | 241  |
|               | 2013 | 2015 | 2016 | 2017 | 2018 | 2019 | 2020 | 2021 | 2022 |